# Xã Winfield, Quận Lake, Indiana
Xã Winfield (tiếng Anh: Winfield Township) là một xã thuộc quận Lake, tiểu bang Indiana, Hoa Kỳ. Năm 2010, dân số của xã này là 10.054 người.